# Římskokatolická farnost Mankovice
Římskokatolická farnost Mankovice je farnost římskokatolické církve v děkanátu Bílovec ostravsko-opavské diecéze.
Farním kostelem je kostel Navštívení Panny Marie v Mankovicích. Byl vystaven v částečně pozdně barokním, částečně klasicistním slohu na místě starého v letech 1795–1797. Bohoslužby se příležitostně konají též v kapličce Panny Marie.

## Historie
Farnost v Mankovicích se zmiňuje poprvé roku 1483, kdy se její farář jmenoval Thomas. Další zprávy o ní jsou až od konce 16. století, kdy zde byli luteránští pastoři: připomínají se roku 1590 Jacobus Richter, roku 1598 Georg Thönel, v letech 1610–1623 Matthias Artopäus (Becksbrot) a v letech 1625-1627 Georg Lucas.
Od roku 1629 působili v Mankovicích opět katoličtí kněží, farnost byla administrována z farnosti Odry (Johann Friedrich Hlasnig 1629–1634, Wenzel Bernhard Stecker 1634–1638) současně s farností Vražné. Prvním sídelním farářem pro tyto farnosti Mankovice a Vražné byl od roku 1638 Maximilian Würth. On i jeho následovníci sídlili v Mankovicích a Vražné se tak stalo filiálkou mankovické farnosti.
V roce 1784, v rámci josefinské politiky zahušťování far, bylo rozhodnuto o rozdělení farnosti. S ohledem na to, že z pěti přifařených vsí se čtyři nalézaly na pravém břehu Odry a že komunikace přes řeku byla při jejím rozvodnění obtížná, bylo sídlo dosavadní farnosti přeneseno do Vražného, kam přesídlil i dosavadní farář František Bílanský rytíř z Weißenfeldu (v Mankovicích/Vražném v letech 1762–1792). V Mankovicích pak náboženská matice zřídila lokální kuracii, jejímž prvním duchovním správcem se stal Johann Jakob Kastner, bývalý převor zrušeného kláštera servitů ve Veselí nad Moravou. Tato lokální kuracie byla roku 1889 povýšena na farnost.
Po zavedení tolerančního patentu se část obyvatel přihlásila k luteránství; patřila ke sboru v Suchdole nad Odrou a zřídila si v Mankovicích zvláštní malý hřbitov.
Patronát farnosti patřilo od počátku do roku 1784 vrchnosti, tj. majiteli panství Odry, od třicetileté války ale vykonával kolační právo olomoucký (arci)biskup. Institucionálně novou kuracii zřídila roku 1784 náboženská matice, která poté vykonávala i patronát.
V roce 1836 bylo ve farnosti 738 římských katolíků a 33 evangelíků. Roku 1859 to bylo 715 katolíků a 17 evangelíků. V roce 1930 žilo ve farnosti 811 obyvatel, z čehož 798 (98 %) se přihlásilo k římskokatolickému vyznání.
Obvod farnosti tvořila v 15./16. století a od roku 1785 tvoří pouze vesnice Mankovice. V letech 1629–1784 k ní patřily též Dolní a Horní Vražné, Hynčice a Emauzy.
Farnost Mankovice patřila v 17. století k děkanátu Lipník nad Bečvou, od roku 1731 do roku 1962 k děkanátu Odry, od reorganizace církevní správy k 1. lednu 1963 patří k děkanátu Bílovec. Do roku 1996 byla součástí arcidiecéze olomoucké, od uvedeného roku pak nově vytvořené diecéze ostravsko-opavské.
Od druhé světové války a odsunu původních obyvatel je farnost převážně spravována excurrendo. Od roku 2010 farnost spravuje oderský farář Petr Kuník.

## Bohoslužby
| Kostel                        | Místo     | Bohoslužba (den)    | Hodina     | Poznámka     |
| ----------------------------- | --------- | ------------------- | ---------- | ------------ |
| kostel Navštívení Panny Marie | Mankovice | středa pátek neděle | 18.00 8.00 | farní kostel |
| kaple Panny Marie             | Mankovice | příležitostně       |            | kaple        |